# Tirso Rafael Córdoba
Tirso Rafael Córdoba (Zinapécuaro, Michoacán, 28 de enero de 1838 - Puebla, Puebla, 14 de diciembre de 1889) fue un poeta, historiador, ensayista, periodista, abogado, político, sacerdote católico y académico mexicano.

## Semblanza biográfica
Con el apoyo de Pelagio Antonio de Labastida y Dávalos, realizó sus estudios en el Seminario Conciliar de Morelia, en la escuela preparatoria de la ciudad de Puebla y en el Seminario Palafoxiano. Obtuvo el título de abogado en 1864. Impartió clases en este último, así como en el Liceo Carpio. Fue fundador de un Colegio Preparatorio en Zacapoaxtla. Ejerció su profesión como abogado en Puebla. Fue secretario del ministro de Justicia Teodosio Lares, diputado de Puebla y prefecto de Teziutlán.
Contrajo matrimonio, pero enviudó en 1878. Fue nombrado miembro de número de la Academia Mexicana de la Lengua, tomó posesión de la silla XIII el 29 de marzo de 1881. Decidió entonces, ordenarse sacerdote, fue párroco de Salvatierra de 1885 a 1887. Fue rector del Seminario Diocesano de Jalapa e impartió clases en el Seminario Conciliar de México. También dio clases en el Seminario Palafoxiano. 
Como periodista colaboró para varios periódicos de Morelia, Puebla y de la Ciudad de México, bajo el seudónimo de El Cura de la Sierra. Sostuvo una polémica  con Ignacio Manuel Altamirano en La Voz de México. Fue redactor del seminario El Ángel de la Guarda, de la Sociedad Católica; y del Boletín de Leyes del Imperio, publicación oficial del Segundo Imperio Mexicano.  Murió en la ciudad de Puebla el 14 de diciembre de 1889.

## Obras publicadas
- El sitio de Puebla: apúntes para la historia de México, sacados de documentos oficiales y relaciones con testigos fidedignos, 1863, 1892, 1970.
- Historia elemental de México, 1881, 1892.
- Cartas a Fausto, 1863, 1892, 1970.
- Cuentos de Navidad, traducción de la obra de Charles Dickens, 1870.
- Poesías, 1872
- Manual de literatura hispano-mexicana, 1879.
- Jacona y el señor cura don José Antonio Plancarte y Labastida, 1882.
- Oda a la velada literaria en honor de Santo Tomás de Aquino, 1884.
- Sermonario mexicano, 1890.
- Lavalle mexicana, 1884.
- Cartas, 1863.